# Man in Black
Man in Black är en singel av Johnny Cash från 1971.
Man in Black är en låt om hans svarta klädsel, hans smeknamn "Man in Black" fick han för att nästintill uteslutande ha en svart kostym på sig vid framträdanden. Låten är en förklaring till hans klädsel. Han gör det tydligt att han bär den svarta dressen för de fattiga, förtryckta, de svältande, i stort sett för dem som har det sämre.